# Andreas Vogler (Fußballspieler)
Andreas Vogler (* 5. Februar 1965 in West-Berlin) ist ein ehemaliger deutscher Fußballspieler.

## Sportliche Laufbahn
Voglers außergewöhnliche sportliche Laufbahn begann zunächst in Berlin beim VfB Neukölln. Später spielte er bei Tennis Borussia. Hier machte er in der Oberliga Berlin auflaufend in der Saison 1986/87 als Zweiter der Torschützenliste mit 24 Treffern auf sich aufmerksam. 1987 wechselte er zu Hertha BSC, mit dem er 1988 in die 2. Bundesliga aufstieg. Nach Saisonbeginn der folgenden Saison verließ er Hertha ohne ein Zweitligaspiel bestritten zu haben. Er wechselte nach Zypern zum EPA Larnaka, für den er 1988/89 zwar in Pokal und Meisterschaft 22 Tore erzielen konnte, wegen des Abstiegs des Clubs endete sein Engagement jedoch nach einem Jahr und er ging in die Oberliga Westfalen FC Gütersloh, der er ebenfalls nach einem Abstieg zum Ende der Saison 1989/90 verlassen musste. Er war nach dem Mauerfall der zweite Fußballspieler, der am 3. Juli 1990 vom Westen in den Osten wechselte, als er sich BSV Stahl Brandenburg für die letzte Ost-Oberliga-Saison 1990/91 anschloss. Er wird oft als erster Fußballer bezeichnet, der in den Osten wechselte, doch laut Märkischer Volksstimme vom 3. Juli 1990 kam ihm am 2. Juli 1990 Jörg Blüthmann, auch bei der BSV Stahl Brandenburg, zuvor.
Zur Saison 1991/92 folgte ein weiterer außergewöhnlicher Karriereschritt, als Vogler nach Südamerika in die Hauptstadt Venezuelas zum FC Caracas wechselte. Hier schlug er, der neben Günter Thiele, Olaf Seier und André Hennig vom deutschstämmigen Klub-Präsidenten Guillermo Valentiner auf die Südhalbkugel gelotst worden war, sofort ein. Direkt in seiner ersten Saison wurde er nicht nur venezolanischer Meister, sondern der von den Fans „el bombero“ (dt. „der Feuerwehrmann“) genannte Vogler trug als Torschützenkönig mit seinen 22 Toren entscheidend zum Titelgewinn bei. Von seinem Trainer Manuel Plasencia wurde er gar als „beste Nummer 9 Südamerikas“ bezeichnet. Insgesamt war Vogler damit der zweite Torschützenkönig der Clubgeschichte. Vogler gewann in seiner Zeit in Caracas die venezolanische Meisterschaft 1992 und 1994, wirkte am zweiten und dritten Pokalsieg des Clubs in der Copa Venezuela 1993 und 1994 mit und nahm mit Caracas sowohl an der Copa Libertadores als auch der Copa Conmebol teil.
Nach seiner Rückkehr nach Deutschland spielte Vogler unter anderem für die Berliner Vereine Spandauer SV und Tasmania Neukölln. Nach einer Verletzung reduzierte er sein Engagement und ging 1999 zu den Senioren von Hertha BSC, wo er als Torwart antrat. Mit 42 Jahren wechselte er 2007 zur SV Blau Weiss Berlin (Bezirksliga), wo auch in der 1. Mannschaft eingesetzt wurde. Mit diesem Verein wurde er 2015 in der Verbandsliga Ü40 sogar noch einmal Meister.

## Trivia
Andreas Vogler wohnt in Berlin-Tempelhof und ist verheiratet. Sein Sohn Dennis (* 1989) ist Fußballer und stand 2012 in seiner Zeit bei Tennis Borussia Berlin seinem Vater schon in einem Spiel gegenüber.